# Alchemilla aggregata
Alchemilla aggregata är en rosväxtart som beskrevs av Robert Buser. Alchemilla aggregata ingår i släktet daggkåpor, och familjen rosväxter. Inga underarter finns listade i Catalogue of Life.